# Giro del Piemonte 1992
Il Giro del Piemonte 1992, ottantesima edizione della corsa, si svolse il 15 ottobre 1992 su un percorso di 194 km. La vittoria fu appannaggio dell'olandese Erik Breukink, che completò il percorso in 4h11'54", precedendo l'irlandese Stephen Roche e lo svizzero Alex Zülle.
Sul traguardo di Torino 109 ciclisti, su 198 partiti dalla medesima località, portarono a termine la competizione. 

## Ordine d'arrivo (Top 10)
| Pos. | Corridore          | Squadra             | Tempo    |
| ---- | ------------------ | ------------------- | -------- |
| 1    | Erik Breukink      | PDM-Ultima-Concorde | 4h11'54" |
| 2    | Stephen Roche      | Carrera Jeans       | a 4"     |
| 3    | Alex Zülle         | O.N.C.E.            | a 8"     |
| 4    | Claudio Chiappucci | Carrera Jeans       | s.t.     |
| 5    | Fabian Jeker       | Helvetia            | s.t.     |
| 6    | Stephen Hodge      | O.N.C.E.            | s.t.     |
| 7    | Robert Millar      | TVM-Sanyo           | s.t.     |
| 8    | Bo Hamburger       | TVM-Sanyo           | a 56"    |
| 9    | Zbigniew Spruch    | Lampre-Colnago      | a 1'00"  |
| 10   | Riccardo Forconi   | Amore & Vita        | s.t.     |